# Wilhelm Franke (Politiker)
Wilhelm Franke (* 23. November 1893 in Frankfurt am Main; † 9. Dezember 1959 in Kaiserslautern) war ein deutscher Politiker (CDU, ab 1951 SPD).

## Leben
Nach dem Besuch der Volksschule absolvierte Franke eine Elektrikerlehre in Frankfurt am Main. Er nahm als Soldat am Ersten Weltkrieg teil und arbeitete im Anschluss als Elektromonteur.
Franke betätigte sich bereits von 1926 bis 1933 in der Kommunalpolitik und stand in dieser Zeit den Sozialdemokraten nahe. 1945 trat er in die Christlich Demokratische Partei (CDP) ein, aus der später der Landesverband der CDU Rheinland-Pfalz hervorging. Ab 1946 war er Mitglied im Kreistag des Landkreises Kaiserslautern und Mitglied des Kaiserslauterer Stadtrates. Von 1946 bis 1958 bekleidete er die Ämter als Beigeordneter und Bürgermeister (stellvertretender Oberbürgermeister) der Stadt Kaiserslautern.
Franke war von 1946 bis 1947 Mitglied der Beratenden Landesversammlung und in diesem Gremium an der Ausarbeitung der Verfassung für Rheinland-Pfalz beteiligt. Nach der Gründung des Landes Rheinland-Pfalz wurde er bei der ersten Landtagswahl im Mai 1947 in den Rheinland-Pfälzischen Landtag gewählt, dem er bis 1951 angehörte. Im Parlament war er Mitglied des Flüchtlingsausschusses, des Ernährungs- und Versorgungsausschusses, des Grenzlandausschusses sowie des Sozialpolitischen Ausschusses. Am 26. April 1951, unmittelbar vor dem Ablauf der ersten Legislaturperiode, verließ er die CDU und trat in die SPD ein.